# Тернопільська обласна премія імені Петра Медведика
Тернопільська обласна премія імені Петра Медведика — регіональна премія Тернопільської области. Заснована на честь літературознавця, фольклориста, етнографа, бібліографа, мистецтвознавця, краєзнавця Петра Медведика.
На здобуття премій подаються нові оригінальні твори і роботи, опубліковані (оприлюднені) у завершеному вигляді протягом останніх п’яти років, але не пізніше як за півроку до їх висунення на здобуття премій.

## Лауреати
- 2008 — не присуджено[1]
- 2009 — не присуджено[2]
- 2010 — Геннадій Яворський, Михайло Ониськів, Ірина Дем’янова, Ганна Івахів, Ігор Дуда[3]
- 2011 — Орест Глубіш, Богдан Новосядлий, Надія Шподарунок[4]
- 2012 — Євген Удін[5]
- 2013 — Микола Лазарович[6]
- 2014 — Петро Мазур[7]
- 2015 — Віктор Уніят, Богдан Мельничук, Михайло Ониськів[8]
- 2016 — не присуджено[9]
- 2017 — Володимир Чистух[10]
- 2018 — Михайло Тимошик[11]
- 2019 — не присуджено[12]
- 2020 — Олег Снітовський[13]
- 2021 — Юрій Заяць[14]
- 2022 — Ігор Могильницький[15]